# Consumer-to-business
Il consumer-to-business (C2B) nel commercio elettronico è una forma di commercio particolare poiché sono i consumatori stessi ad offrire un determinato prezzo per un determinato bene/servizio, saranno poi le aziende a poter accettare o meno l'offerta, il tutto attraverso appositi siti intermediari che hanno il compito di smistare le offerte dei potenziali clienti alle varie aziende. Questo modello di commercio è l'esatto inverso del tradizionale modello in cui le aziende offrono beni e servizi ai consumatori, (business-to-consumer = B2C). Si può osservare il fenomeno di C2B in casi come blog o forum su internet, in cui l'autore di un contenuto offre un link che conduce a un business online, facilitando quindi l'acquisto di un prodotto (per esempio, un libro su Amazon.com), per il quale l'autore potrebbe ricevere parte dei guadagni. 
La nascita del sistema C2B è dovuta a:
- Il fatto che internet abbia connesso grandi gruppi di persone in una rete bidirezionale, mentre i maggiori formati mediatici tradizionali sono relazioni mono-direzionali;
- Il calo nel costo della tecnologia: la maggior parte degli individui oggi hanno accesso a tecnologie che una volta erano solo disponibili per grandi aziende (per esempio computer ad alta performance e software avanzati).

## Pro e contro
Al giorno d'oggi, la maggior parte delle persone possiedono smartphone, o si connettono a internet giornalmente tramite tablet o computer, dando la possibilità ai consumatori di interagire online con le varie marche. Nei modelli tradizionali di consumer-to-business, le aziende promuovono beni e servizi ai consumatori, ma i consumatori sono la forza dietro una transazione. A beneficio del consumatore, vi sono fenomeni come aste al contrario nei mercati C2B, dove il consumatore può offrire il prezzo che è disposto a pagare per un prodotto o servizio. Il consumatore può anche portare valore a un'impresa, offrendo di promuovere un loro prodotto su un blog di consumatore o una piattaforma di social media. Le imprese ricevono valore tramite i loro consumatori, e viceversa. Nel C2B, le aziende guadagnano dalla disponibilità dei consumatori nel negoziare un prezzo e contribuire dati e informazioni. Il guadagno dei consumatori proviene dal pagamento ridotto per i prodotti o servizi, e la flessibilità delle transazioni creata dal mercato C2B. I mercati consumer-to-business possono avere anche dei contro, ma essendo una pratica di business relativamente nuova, non è stata analizzata a pieno.